# Trachycera paradichromella
Trachycera paradichromella är en fjärilsart som beskrevs av Hiroshi Yamanaka 1980. Trachycera paradichromella ingår i släktet Trachycera och familjen mott. Inga underarter finns listade i Catalogue of Life.